# Ramon Muller
Pour les articles homonymes, voir Muller.
Ramon Muller (Rosario, 16 avril 1935 – Nantes, 12 mai 1986) est un footballeur argentin.
Son fils, Oscar (1957-2005), a également été footballeur professionnel.

## Biographie
Il joue dans l'équipe des Newell's Old Boys de Rosario, puis rejoint la France et Sochaux en 1961. Il est transféré à Strasbourg l'année suivante. 
Considéré comme le meilleur étranger évoluant en France à cette époque par José Arribas, il rejoint le FC Nantes en décembre 1963 qu'il quitte en juin 1966 pour retourner au RC Strasbourg. Il termine sa carrière au Stade briochin.
Après sa carrière de joueur, il tient un magasin de sports à Saint-Brieuc. Il décède le 12 mai 1986 à l'Hôpital de Nantes, après avoir fait un malaise lors d'un match de vétérans à La Chapelle-Heulin.

## Palmarès
- Champion de France en 1965 et 1966 avec le FC Nantes